# Mark Fisher (scrittore)
Mark Fisher, pseudonimo di Marc-André Poissant (Montréal, 13 marzo 1953), è uno scrittore canadese.

## Biografia
Fu diligente allievo di scuole gesuitiche (Saint-Maurice School e Saint-Ignace High School), presso le quali acquisì senso della disciplina e gusto per la libertà di pensiero. Dal 1972 al 1974 studiò letteratura e filosofia all'Università di Montréal, e in seguito, dal 1974 al 1978, vi insegnò yoga. È stato direttore editoriale delle Éditions Québecor ed è membro dell'Unione scrittori quebecchesi. Oggi vive con la sua famiglia nella periferia di Montréal.

## L'opera letteraria
Autore prolificissimo di poesie e romanzi, iniziò nel 1988 a dedicarsi al tema del conseguimento della ricchezza, pubblicando prima L'Homme qui voulait devenir millionnaire (Saint-Hubert, Éditions un Monde différent, 1988) e La Bible de l'homme riche (Montréal, Éditions Frémontel en co-édition avec les Publications Golden Globe, 1989). Ma è solo con Le millionnaire (Montréal, Éditions Québec Amérique, 1997) che raggiunge il grande successo. Il libro è stato tradotto in 33 lingue e ha venduto più di due milioni di copie con oltre 40 edizioni. In Italia il libro è stato pubblicato dall'editore Bompiani nel 2001. Il successo de Il milionario ha spinto l'autore a pubblicare una lunga e fortunata serie di libri, tutti sullo stesso argomento. Tra i molti si segnalano Le cadeau du millionnaire (Montréal, Québec/Amérique, 1998), Le vendeur et le millionnaire (Montréal, Québec Amérique, Tous continents, 2003), Les principes spirituels de la richesse (Saint-Hubert, Un Monde différent, 2005), Le millionnaire paresseux (Saint-Hubert, Un Monde différent, 2006), L'apprenti-millionnaire : le testament d'un homme riche à son fils manqué, (Brossard, Un Monde différent, 2009).